# 句號報
句號報（葡萄牙語：Ponto Final），在澳門發行的葡文報章，以引用葡萄牙報章為主。句號報由文化界人士杜蓮玉（Herculano Estorinho，1921-1994）創辦，於1991年12月18日創刊。原為週報，後改為日報出版至今。現任社長為白嘉度（Ricardo Pinto，前譯彭家滔）。
該報自2007年2月開始，同時發行英文月刊《澳門特寫》（Macau Closer）。2012年為慶祝創刊二十周年，舉辦了首屆澳門文學節。

## 外部連結
- 網站 （页面存档备份，存于）